# سونيا أكينو
سونيا أكينو (بالإيطالية: Sonia Aquino)‏ هي ممثلة إيطالية، ولدت في 10 يوليو 1977 في إيطاليا.

## وصلات خارجية
- سونيا أكينو على موقع IMDb (الإنجليزية)
- سونيا أكينو على موقع ألو سيني (الفرنسية)
- سونيا أكينو على موقع أول موفي (الإنجليزية)
- سونيا أكينو على موقع قاعدة بيانات الفيلم (الإنجليزية)
- سونيا أكينو على موقع كينوبويسك (الروسية)